# Evadne (moglie di Capaneo)
Evadne è una figura della mitologia greca. 

## Genealogia
Figlia di Filaco o di Ifi e di Laodice, sposò Capaneo che la rese madre di Stenelo.

## Mitologia
Si rifiutò di sposare Apollo scegliendo al suo posto il mortale Capaneo e quando questi morì durante la guerra dei Sette contro Tebe e mentre si celebrava il rito funebre lei si gettò sulla pira decidendo di morire insieme a lui.
Viene a volte confusa con un'altra Evadne, figlia di Poseidone.

### Fonti
- Apollonio Rodio, Libro I 232
- Pseudo-Apollodoro, Libro I -  9, 16 e 27
- Diodoro Siculo, Libro IV 50 – 51,1 -53,1
- Pausania, Periegesi della Grecia, Libro VIII 11,2

### Moderna
- Robert Graves, I miti greci, Milano, Longanesi, ISBN 88-304-0923-5.
- Angela Cerinotti, Miti greci e di Roma antica, Prato, Giunti, 2005, ISBN 88-09-04194-1.
- Anna Ferrari, Dizionario di mitologia, Litopres, UTET, 2006, ISBN 88-02-07481-X.
- Anna Maria Carassiti, Dizionario di mitologia classica, Roma, Newton, 2005, ISBN 88-8289-539-4.
- Pierre Grimal, La mitologia greca, Roma, Newton, 2006, ISBN 88-541-0577-5.

1. ↑  Igino, Fabulae 243
2. ↑  Pseudo-Apollodoro, 3.6.2; 3.6.3 & 3.7.1
3. ↑  (EN) Pausania il Periegeta, Periegesi della Grecia II, 16.1, su theoi.com. URL consultato il 10 maggio 2019.